# Sansankidé
Sansankidé est une localité et une commune rurale malienne, située dans le pays de la Kaarta, de l'arrondissement de Lakamané dans le cercle de Sandaré et la région de Nioro du Sahel.

## Histoire
En mars 2023, la commune est distraite de cercle de Diéma pour être versée dans le cercle de Sandaré.

## Villages
La commune s'étend sur six localités relevées lors du recensement général de 2009.
Les villages les plus peuplés sont :
- Sansankidé (1 639 habitants) ;
- Sanga Médina (1 606 habitants) ;
- Lekourga (779 habitants).

En 2023, la loi 2023-007 attribue à la commune six villages, fractions ou quartiers.